# Hiroshi Tsubaki
Hiroshi Tsubaki (Japans: 椿 大志 Tsubaki Hiroshi; Tokio, 18 mei 1991) is een Japans voormalig wielrenner die tussen 2017 en 2020 reed voor Kinan Cycling Team.

## Carrière
In 2012 werd Tsubaki nationaal kampioen tijdrijden bij de beloften. Op het wereldkampioenschap eindigde hij in diezelfde categorie en discipline op plek 63.
In 2017 behaalde Tsubaki zijn eerste UCI-overwinning op eliteniveau: in de vierde etappe van de Ronde van de Molukken won hij vanuit de kopgroep. Jamalidin Novardianto sprintte drie seconden later naar de tweede plaats. Een dag later won Tsubaki opnieuw, waardoor hij ook het puntenklassement won.

## Overwinningen
2012
 Japans kampioen tijdrijden, Beloften
2017
4e en 5e etappe Ronde van de Molukken
Puntenklassement Ronde van de Molukken

## Ploegen
- 2013 –  Bridgestone Anchor (stagiair vanaf 16-8)
- 2014 –  Bridgestone Anchor Cycling Team
- 2015 –  Bridgestone Anchor Cycling Team
- 2016 –  Bridgestone Anchor Cycling Team
- 2017 –  Kinan Cycling Team
- 2018 –  Kinan Cycling Team
- 2019 –  Kinan Cycling Team
- 2020 –  Kinan Cycling Team

Amagoi · Arashiro · Crawford · García · Guardiola · Lebas · Nakajima · Nakanishi · Tsubaki · Tsukamoto · G. Yamamoto · M. Yamamoto